# 蔣夢蘭
蔣夢蘭（？年—？年），雙流人，由廩貢，嘉慶十一年十月署任納溪縣教諭，嘉慶十七年任鄰水縣教諭。